# Poiretia mingrelica
Poiretia mingrelica is een slakkensoort uit de familie van de Oleacinidae. De wetenschappelijke naam van de soort is voor het eerst geldig gepubliceerd in 1881 door Boettger.
De soort komt alleen voor in Georgië.